# L'Wren Scott
L'Wren Scott, nata  Luann Bambrough (Roy, 28 aprile 1964 – New York, 17 marzo 2014), è stata una modella e stilista statunitense.
È stata la compagna del cantante dei Rolling Stones, Mick Jagger.

## Biografia
È stata cresciuta a Roy, nello Utah, dai genitori adottivi Ivan e Lula Bambrough. Nota per la sua statura, all'età di dodici anni era alta 182 cm.
L'attività di modella è iniziata a diciotto anni sfilando per Chanel e Thierry Mugler. Si dedicò all'attività di stilista confezionando i costumi per film quali Ocean's Thirteen, Diabolique ed Eyes Wide Shut. La prima collezione viene presentata al pubblico nel 2006.
Dal 1992 al 1996 fu sposata con l'imprenditore Anthony Blake Brand mentre nel 2001 cominciò una relazione con il cantante Mick Jagger che sarebbe durata fino al giorno del suo decesso. 
Morì suicidandosi nel 2014 all'età di 49 anni tramite impiccamento.